# Montes Sarawat
Los montes Sarawat o montes Sarat (en árabe: ﺟﺒﺎﻝ السروات, Jibāl al-Sarāt) son una cadena montañosa que corre paralela a la costa occidental de la península arábiga y es uno de los rasgos más destacados de esa región geográfica. Los montes Sarawat corren a través de Arabia Saudita y Yemen, desde la frontera de Jordania en el norte hasta el golfo de Adén en el sur. La mitad norte de la cordillera, conocida como Sarat al-Hiyaz, rara vez se alcanza los 2100 m, mientras que las partes central y meridional (Sarat 'Asir y Sarat al-Yemen, respectivamente) pueden alcanzar alturas de más de 3300 m. La cumbre más elevada es el Jabal an Nabi Shu'ayb, en Yemen, con 3666 m de altitud.
Esta cadena montañosa es la más grande en la península arábiga. Estas montañas son principalmente rocosas y, a diferencia de las montañas del Atlas en Marruecos, algunas pueden contener vegetación. Muchos de los picos son muy pequeños e irregulares, pero algunos son más suaves por la exposición a la intemperie.